# Charly-sur-Marne
Pour les articles homonymes, voir Charly.
Charly-sur-Marne est une commune française située dans le département de l'Aisne en région Hauts-de-France.

## Géographie

### Situation
Charly-sur-Marne est située au sud du département de l'Aisne et est limithrophe de la Seine-et-Marne. Elle se trouve à 16 km au sud-ouest de Château-Thierry, à 81 km à l'est de Paris et à 75 km au sud-ouest de Reims.
Édifiée sur la rive droite de la Marne, la ville est encadrée de 320 ha de vigne qui servent à produire du champagne.

### Communes limitrophes
| Villiers-Saint-Denis   | Domptin, Coupru                     | Essômes-sur-Marne, Bonneil  |
| Crouttes-sur-Marne     | Charly-sur-Marne                    | Saulchery, Romeny-sur-Marne |
| Citry (Seine-et-Marne) | Pavant, Bassevelle (Seine-et-Marne) | Nogent-l'Artaud             |

### Lieux-dits et écarts
Rudenoise, Sous le Monthuy Village, Grand Porteron, Drachy, Ruvet.

### Voies de communication et transports

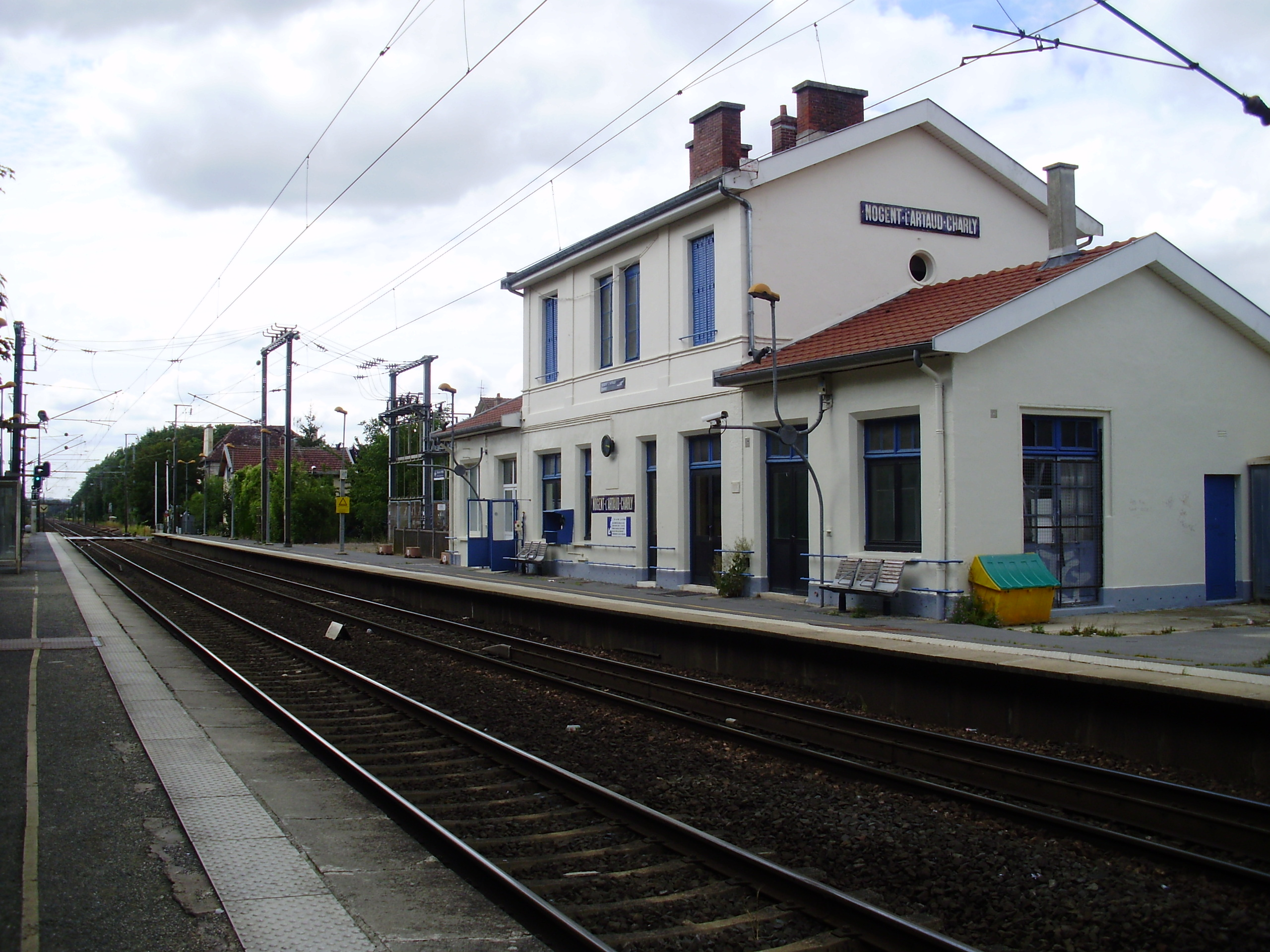
La gare.

La commune est desservie par la Gare de Nogent-l'Artaud - Charly sur la ligne de Paris-Est à Strasbourg-Ville. Elle est desservie par les trains de la ligne P du Transilien, parcourant la branche de Château-Thierry.

### Hydrographie
La commune est située dans le bassin Seine-Normandie. Elle est drainée par la Marne, l'aqueduc de la Dhuis, le ru de Domptin, le canal 01 de la Baignoire à Cannes, le cours d'eau 01 de la Cour d'Artois, le fossé 01 de Pisseloup, le fossé 01 de Ruvet, le ru de Domptin, le ru des Escouffieres et divers autres petits cours d'eau,.
La Marne  prend sa source sur le plateau de Langres, dans la commune de Saints-Geosmes (Haute-Marne) et se jette dans la Seine entre Charenton-le-Pont et Alfortville (Val-de-Marne) dans le quartier de Conflans-l'Archevêque.
L'aqueduc de la Dhuis est un un aqueduc souterrain d'Île-de-France et d'Aisne, construit entre 1863 et 1865. Il sert à fournir en eau les communes du Val d'Europe, dont le complexe Disneyland Paris à l'est de l'Île-de-France.

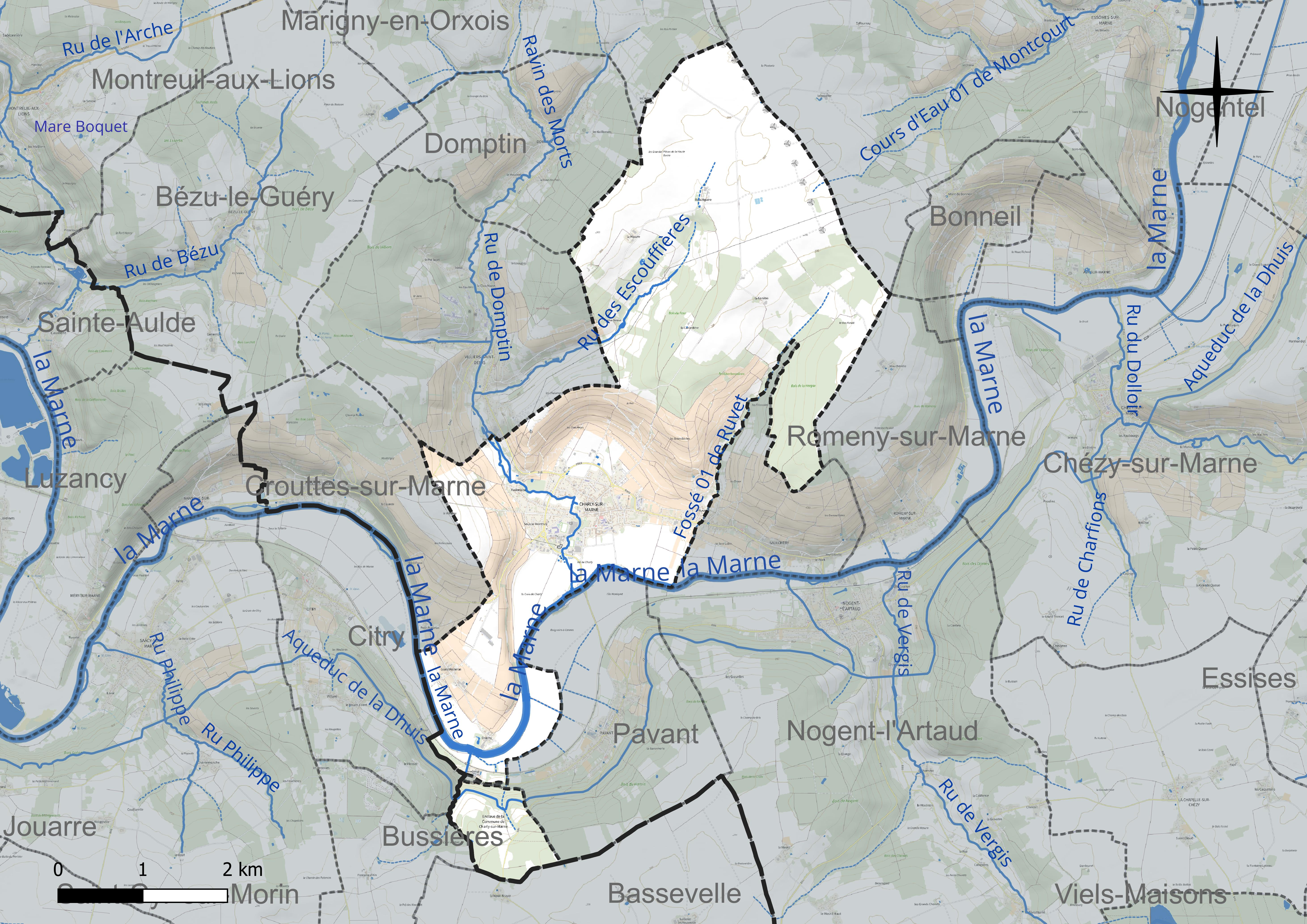
Réseau hydrographique de Charly-sur-Marne.

### Climat
Pour des articles plus généraux, voir Climat des Hauts-de-France et Climat de l'Aisne.
En 2010, le climat de la commune est de type climat océanique dégradé des plaines du Centre et du Nord, selon une étude du CNRS s'appuyant sur une série de données couvrant la période 1971-2000. En 2020, Météo-France publie une typologie des climats de la France métropolitaine dans laquelle la commune est exposée à un climat océanique altéré et est dans la région climatique Nord-est du bassin Parisien, caractérisée par un ensoleillement médiocre, une pluviométrie moyenne régulièrement répartie au cours de l'année et un hiver froid (3 °C).
Pour la période 1971-2000, la température annuelle moyenne est de 10,6 °C, avec  une amplitude thermique annuelle de 15,2 °C. Le cumul annuel moyen de précipitations est de 733 mm, avec 12 jours de précipitations en janvier et 8,1 jours en juillet. Pour la période 1991-2020 la température moyenne annuelle observée sur la station météorologique la plus proche, située sur la commune de Saint-Cyr-sur-Morin à 11 km à vol d'oiseau, est de 11,2 °C et le cumul annuel moyen de précipitations est de 814,8 mm,. Pour l'avenir, les paramètres climatiques de la commune estimés pour 2050 selon différents scénarios d'émission de gaz à effet de serre sont consultables sur un site dédié publié par Météo-France en novembre 2022.

## Urbanisme

### Typologie
Au 1er janvier 2024, Charly-sur-Marne est catégorisée petite ville, selon la nouvelle grille communale de densité à 7 niveaux définie par l'Insee en 2022.
Elle appartient à l'unité urbaine de Charly-sur-Marne, une agglomération intra-départementale dont elle est ville-centre,. Par ailleurs la commune fait partie de l'aire d'attraction de Paris, dont elle est une commune de la couronne,.

### Occupation des sols
L'occupation des sols de la commune, telle qu'elle ressort de la base de données européenne d'occupation biophysique des sols Corine Land Cover (CLC), est marquée par l'importance des territoires agricoles (73,7 % en 2018), une proportion sensiblement équivalente à celle de 1990 (73,4 %). La répartition détaillée en 2018 est la suivante : 
terres arables (49,4 %), cultures permanentes (20 %), forêts (19,5 %), zones urbanisées (6,7 %), prairies (3 %), zones agricoles hétérogènes (1,4 %).
L'évolution de l'occupation des sols de la commune et de ses infrastructures peut être observée sur les différentes représentations cartographiques du territoire : la carte de Cassini (XVIIIe siècle), la carte d'état-major (1820-1866) et les cartes ou photos aériennes de l'IGN pour la période actuelle (1950 à aujourd'hui).

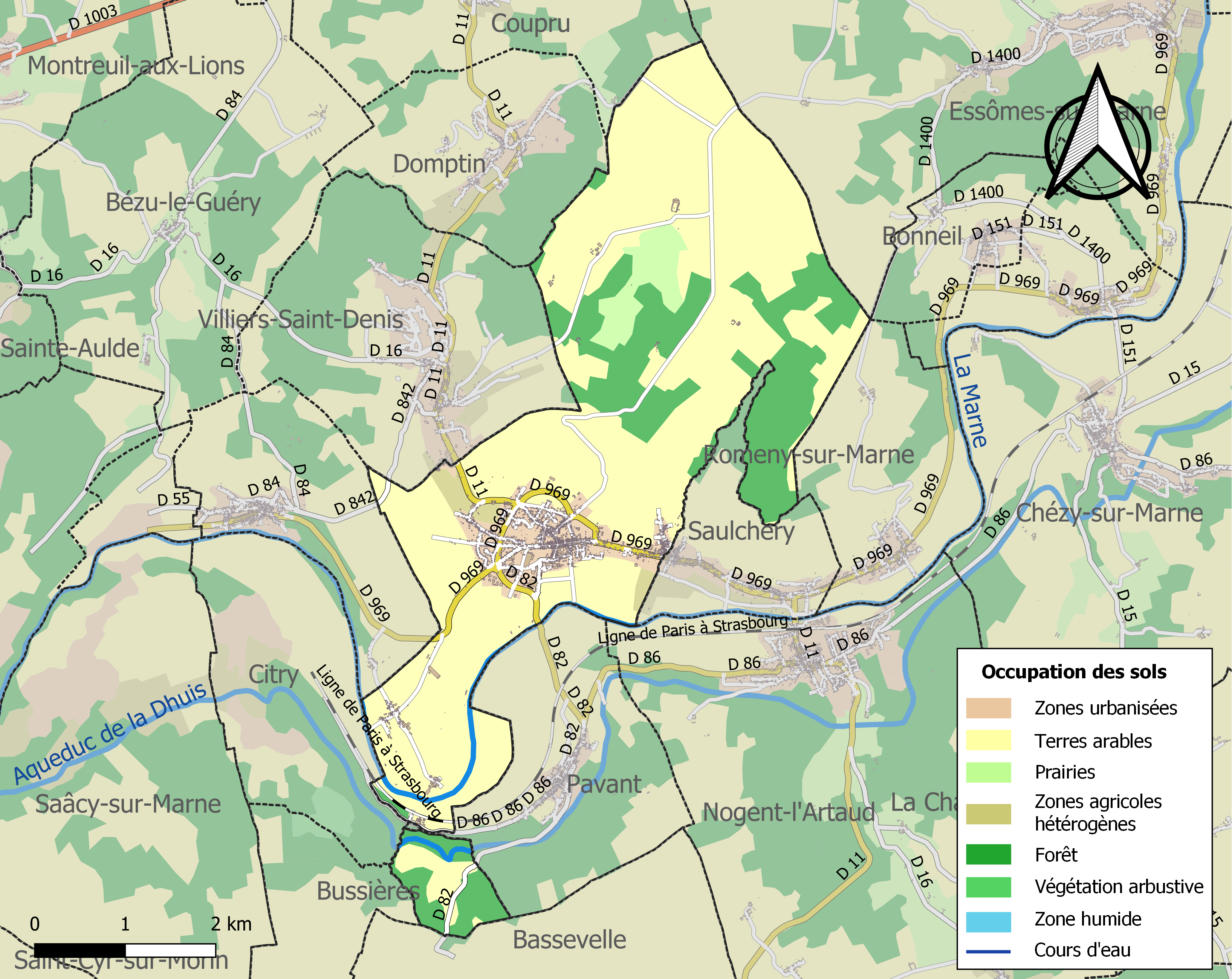
Carte des infrastructures et de l'occupation des sols de la commune en 2018 (CLC).

### Quartiers
- « Les 4 Coins » : le centre-ville
- HLM Louis-Martin (cité des 40 fous), Le Petit Val, Le Clos des Buttes, Bon Secours
- La Z.A.C. sous les Carrières
- Ruvet, Rudenoise, le Monthuys, le Pothuis, les Gaugrenets, le Ru Danon
- le hameau de Porteron, de Drachy, et de Pisseloup

## Toponymie

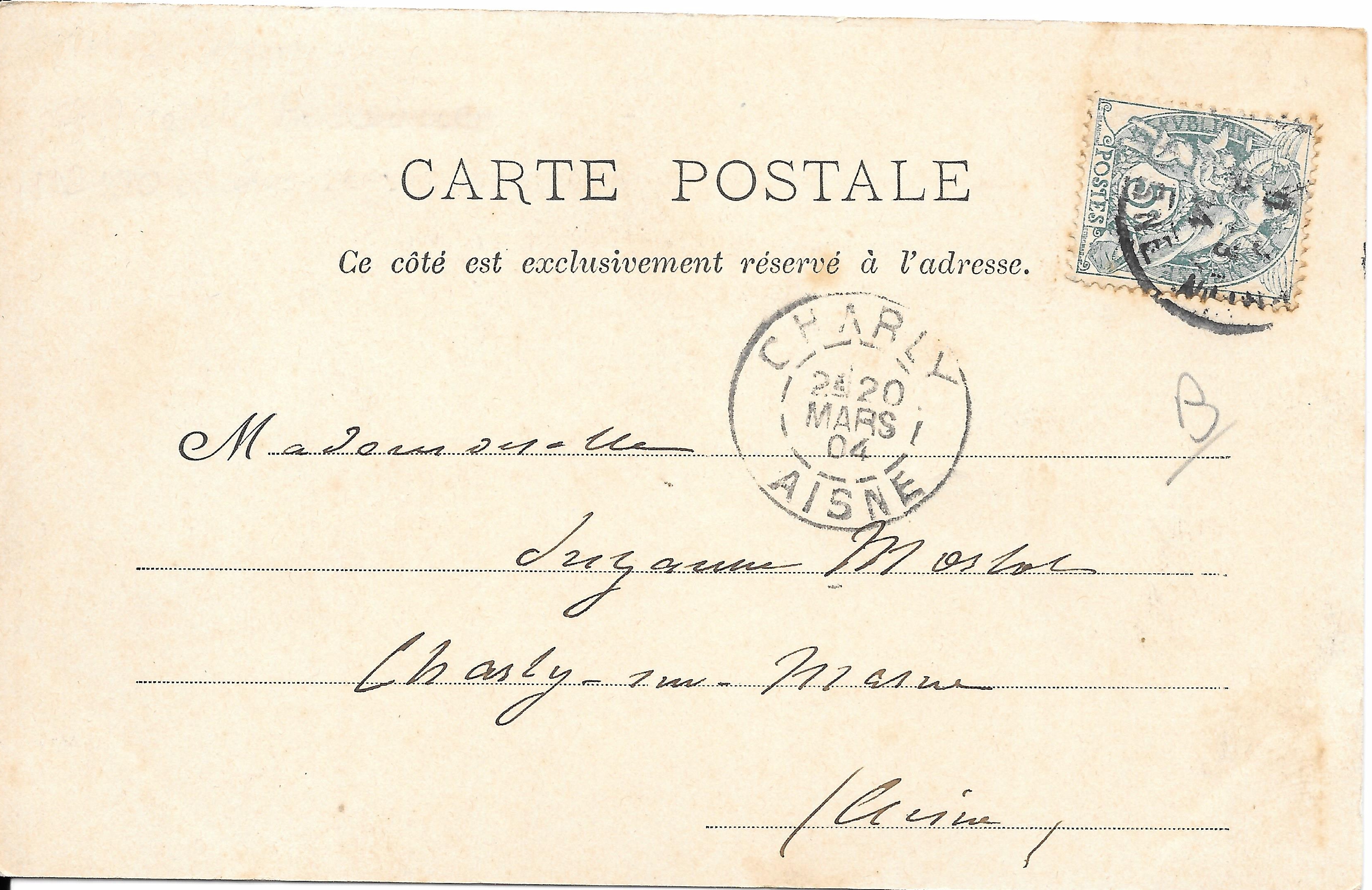
Oblitération 1904 avec la mention Charly.

Le nom du bourg apparaît pour la première fois en 852 sous le nom de Carliacus  dans un cartulaire de l'Abbaye Notre-Dame-de-Soissons. Le nom évoluera encore de nombreuses fois en fonction des différents transcripteurs: Charliacus, Charleius, Charli, Challiacus, Challi, Charliacum, Challiacum, Charliacum-super-Maternam, Chaally, Chally, Chally-sur-marne, Charly-sur-Marne, Charly sur la  Carte de Cassini au milieu du XVIIIe siècle, jusqu'à l'appellation actuelle Charly-sur-Marne en  2006 afin de lever l'ambiguïté avec ses homonymes des départements du Cher et du Rhône,.

Au nord, la ferme de Beaurepaire qui existe encore aujourd'hui est citée en 1234 sous le nom de Beurepeire
.

## Histoire
En 858, Charles le Chauve, a accordé des droits à établir l'abbaye de femmes Notre-Dame de Soissons, qui comprenait de vastes terres seigneuriales de Charly jusqu'à la Révolution française.
En 1749, la paroisse de Drachy est réunie à celle de Charly-sur-Marne.
Avant la Révolution française de 1789, Charly n'avait pas de municipalité. Le village était géré par le prévôt, de l'abbesse de Notre-Dame de Soissons. En 1792, l'ancien vicaire de Charly est devenu maire.
Le 2 septembre 1914, les habitants du village accueillent une patrouille du Husaren 3 avec des fleurs et des vivres qu'ils avaient pris pour des Anglais.
Durant la Première Guerre mondiale, un hôpital militaire est organisé à Charly
Le bourg a été décoré de la Croix de guerre 1914-1918 le 23 janvier 1924.

## Politique et administration

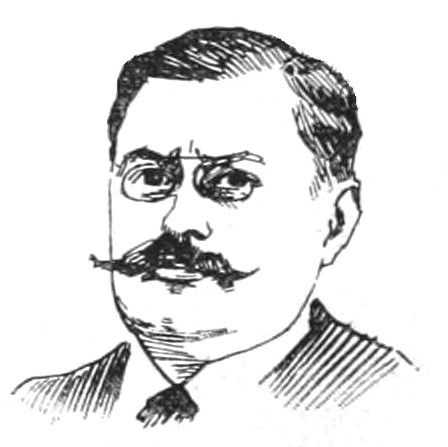
Louis-Émile Morlot, député-maire au début du XXe siècle.

### Rattachements administratifs et électoraux
La commune se trouve depuis 1942 dans l'arrondissement de Château-Thierry  du département de l'Aisne. Pour l'élection des députés, elle fait partie depuis 1958 de la cinquième circonscription de l'Aisne.
Elle était depuis 1803 le chef-lieu du canton de Charly-sur-Marne. Dans le cadre du redécoupage cantonal de 2014 en France, la commune est intégrée au canton d'Essômes-sur-Marne.

### Intercommunalité
La commune est le siège de la Communauté de communes du canton de Charly-sur-Marne, créée fin 1995.

### Liste des maires
| Période                                  | Période                       | Identité                  | Étiquette | Qualité |
| ---------------------------------------- | ----------------------------- | ------------------------- | --------- | --- |
| Les données manquantes sont à compléter. |                               |                           |           | |
| 1888                                     | 1907                          | Louis-Émile Morlot        | Rad.      | Docteur en droit, haut fonctionnaire Député de l'Aisne (1896 → 1907) Conseiller général de Charly-sur-Marne (1886 → 1907) Décédé en fonction |
| 1907                                     | 1909                          | Paul Hivet                |           | Instituteur |
| 1909                                     | 1919                          | Félix Maison              |           | Rentier |
| 1919                                     | 1967                          | Fernand Drouet            |           | Négociant en fers, quincaillerie, métaux Conseiller général de Charly-sur-Marne (1951 → 1967)                                                |
| 1967                                     | 1977                          | Marc François             |           | Vétérinaire |
| 1977                                     | 1983                          | André Herdhuin            | DVG       | Principal de collège |
| 1983                                     | 1995                          | Philippe Roland-Billecart | DVD       | Médecin |
| 1995                                     | mars 2001                     | Claude Franke             | DVD       | Retraité chef d'entreprise |
| mars 2001                                | 2003                          | Liliane Prud'Homme        | DVD       | Mère au foyer |
| 2003                                     | 2008                          | Denis Robert              | UMP       | Viticulteur |
| mars 2008                                | mai 2020                      | M. Claude Langrené        | DVG       | Enseignant puis principal de collège |
| mai 2020                                 | En cours (au 12 juillet 2020) | Patricia Planson          |           | |

### Politique environnementale

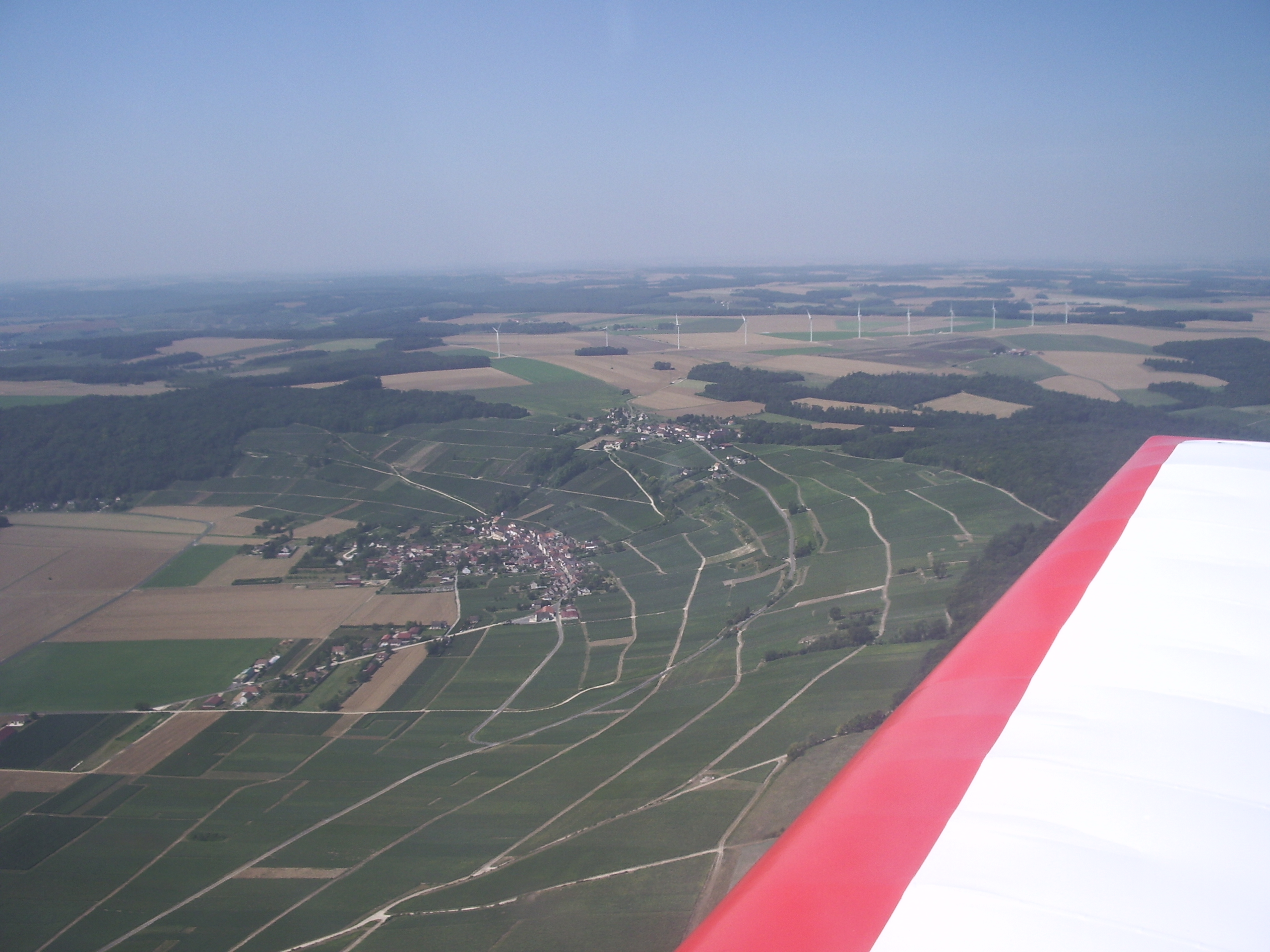
Bonneil et le parc éolien de Charly-sur-Marne.

Onze éoliennes (puissance théorique 22 mégawatts) ont été construites en 2009, et sont exploitées par la Compagnie du Vent.

## Population et société
Ses habitants sont appelés les Carlésiens.
L'évolution du nombre d'habitants est connue à travers les recensements de la population effectués dans la commune depuis 1793. Pour les communes de moins de 10 000 habitants, une enquête de recensement portant sur toute la population est réalisée tous les cinq ans, les populations de référence des années intermédiaires étant quant à elles estimées par interpolation ou extrapolation. Pour la commune, le premier recensement exhaustif entrant dans le cadre du nouveau dispositif a été réalisé en 2008.

En 2022, la commune comptait 2 584 habitants, en évolution de −2,05 % par rapport à 2016 (Aisne : −1,97 %, France hors Mayotte : +2,11 %).
| 1793  | 1800  | 1806  | 1821  | 1831  | 1836  | 1841  | 1846  | 1851  |
| ----- | ----- | ----- | ----- | ----- | ----- | ----- | ----- | ----- |
| 1 560 | 1 659 | 1 638 | 1 645 | 1 603 | 1 579 | 1 676 | 1 696 | 1 752 |

| 1856  | 1861  | 1866  | 1872  | 1876  | 1881  | 1886  | 1891  | 1896  |
| ----- | ----- | ----- | ----- | ----- | ----- | ----- | ----- | ----- |
| 1 638 | 1 705 | 1 774 | 1 677 | 1 725 | 1 739 | 1 793 | 1 684 | 1 755 |

| 1901  | 1906  | 1911  | 1921  | 1926  | 1931  | 1936  | 1946  | 1954  |
| ----- | ----- | ----- | ----- | ----- | ----- | ----- | ----- | ----- |
| 1 849 | 1 966 | 1 764 | 1 562 | 1 587 | 1 550 | 1 538 | 1 426 | 1 645 |

| 1962  | 1968  | 1975  | 1982  | 1990  | 1999  | 2006  | 2008  | 2013  |
| ----- | ----- | ----- | ----- | ----- | ----- | ----- | ----- | ----- |
| 1 658 | 1 974 | 2 055 | 2 395 | 2 475 | 2 727 | 2 706 | 2 700 | 2 644 |

| 2018  | 2022  | - | - | - | - | - | - | - |
| ----- | ----- | - | - | - | - | - | - | - |
| 2 597 | 2 584 | - | - | - | - | - | - | - |

### Enseignement
- École maternelle, école élémentaire.
- Collège François-Truffaut.

### Sports
- Stade municipal, centre équestre, tennis, salle multisports (judo, karaté, musculation, zumba, etc.).

### Manifestations culturelles et festivités

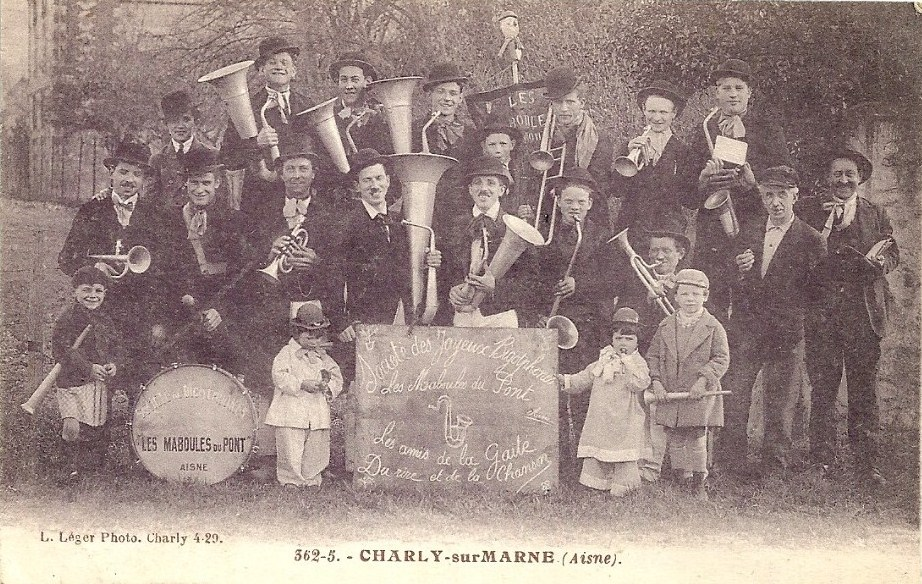
Les Maboules de Charly, dans les années 1920/1930.

## Économie
La commune comprise dans la zone A.O.C. « champagne ».

## Culture locale et patrimoine

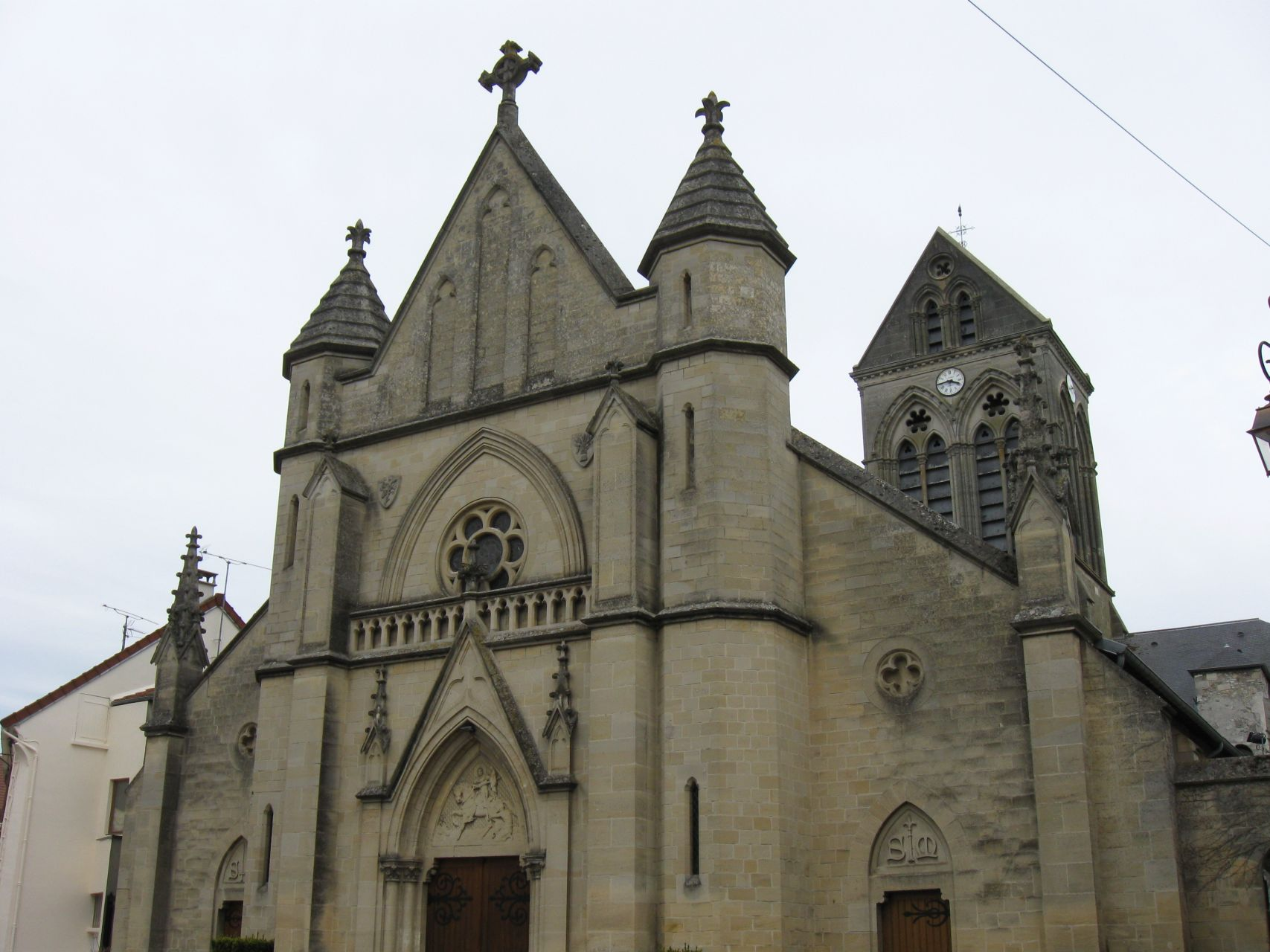
L'église Saint-Martin.

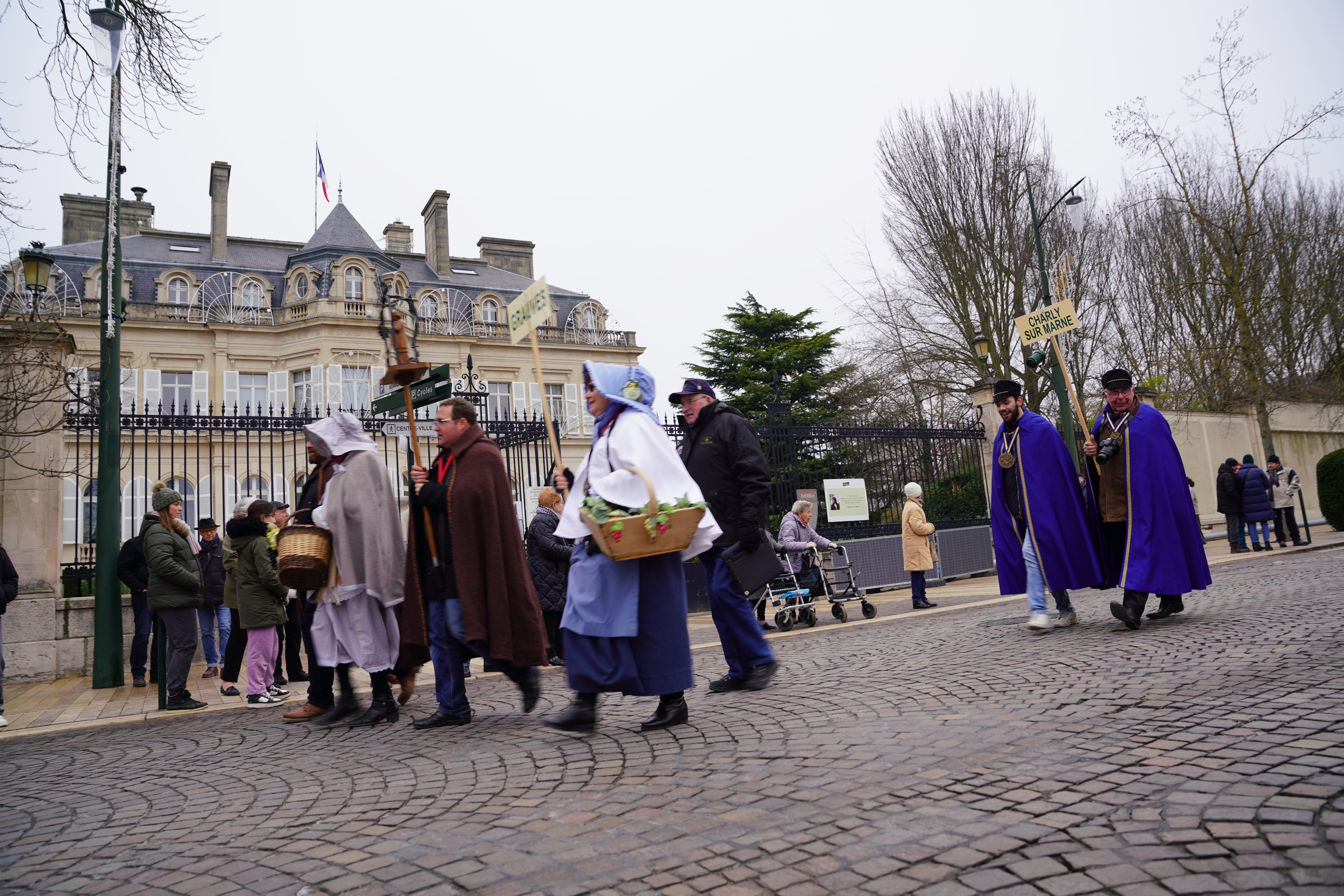
Confrérie de la st-Vincent.

### Monuments et lieux touristiques
- L'église Saint-Martin (XIIIe et XIVe siècles). Un tableau de Nicolas Baullery (vers 1560-1630), provenant de l'église de Charly, a été proposé en vente publique à Paris le 15 octobre 2008[38], mais il n'a pas été vendu.
- Les restes du couvent des Cordeliers et ses nombreuses tours.
- La tour Napoléon (1830) et tombeau d'Amand Prosper Cornette.
- Les vignobles qui dominent la vallée de la Marne.
- Le passage du sentier de grande randonnée GR 11A.

### Personnalités liées à la commune
- Jean-Baptiste Étienne de Warel (1721-1793), religieux et homme politique né à Charly, député du clergé aux États généraux de 1789.
- Louis-Émile Morlot (1859-1907), député-maire, fit classer une partie du département dans l'appellation champagne.
- Lucien Briet (1860- mort à Charly-sur-Marne en 1921), explorateur des Hautes Pyrénées, écrivain, photographe ayant laissé de nombreux clichés.
- Médard Chouart des Groseilliers (né à Charly-sur-Marne en 1618-1696), explorateur et coureur des bois.
- Jean-Eugène Buland (né en 1852, mort à Charly en 1926), peintre de l'école naturaliste, précurseur de l'hyperréalisme.

### Héraldique
| Blason de Charly-sur-Marne | Blason  | Écartelé au 1er et 4e d'argent à une grappe de raisin de gueules tigée et feuillée de sinople, au 2e d'or aux 4 fasces ondées d'azur, au 3e d'azur à un épi de blé tigé et feuillé d'or posé en bande, sur le tout d'argent chargé d'une crosse d'abbesse mouvante de la pointe accosté de 4 fleurs de lys, le tout d'or. |
| Blason de Charly-sur-Marne | Détails | Blason adopté par la municipalité |

## Pour approfondir